# Delias eucharis
Delias eucharis ist ein in Asien vorkommender Schmetterling (Tagfalter) aus der Familie der Weißlinge (Pieridae).

## Merkmale

### Falter
Die Falter erreichen eine Flügelspannweite von 65 bis 85 Millimetern. Bei beiden Geschlechtern heben sich die schwarzen Adern deutlich von den rein weißen Flügeloberseiten ab und scheinen auf die ebenfalls weiße Vorderflügelunterseite durch. Die markant gefärbte Hinterflügelunterseite ist in der Basal-, Diskal- und Postdiskalregion gelb und zeigt in der Submarginalregion eine Reihe roter Flecke auf schwarzem Grund, die spitz auf den Saum zulaufen. Diese bunte Färbung ist als Aposematismus (Warnfarbe) zu verstehen und verdeutlicht potentiellen Fressfeinden, dass die Falter aufgrund der während der Entwicklung aus der Nahrung aufgenommenen Giftstoffe ungenießbar sind.

### Ei, Raupe, Puppe
Die länglich geformten Eier sind gelblich. Die frisch geschlüpften Raupen sind glasig, bräunlich gefärbt und zeigen eine sehr dünne, kurze Behaarung sowie einen glänzend schwarzen Kopf. Ausgewachsen nehmen sie eine rotbraune Farbe an und sind über der gesamten Körperoberfläche mit dünnen, langen weißen Haaren versehen. Die Puppe ist als Gürtelpuppe ausgebildet und hat eine cremig weiße bis hellgelbe Farbe. Am Hinterleib sowie an den Flügelscheiden sind mehr oder weniger stark ausgebildete schwarzbraune Streifen und Punkte zu erkennen (Aposematismus).

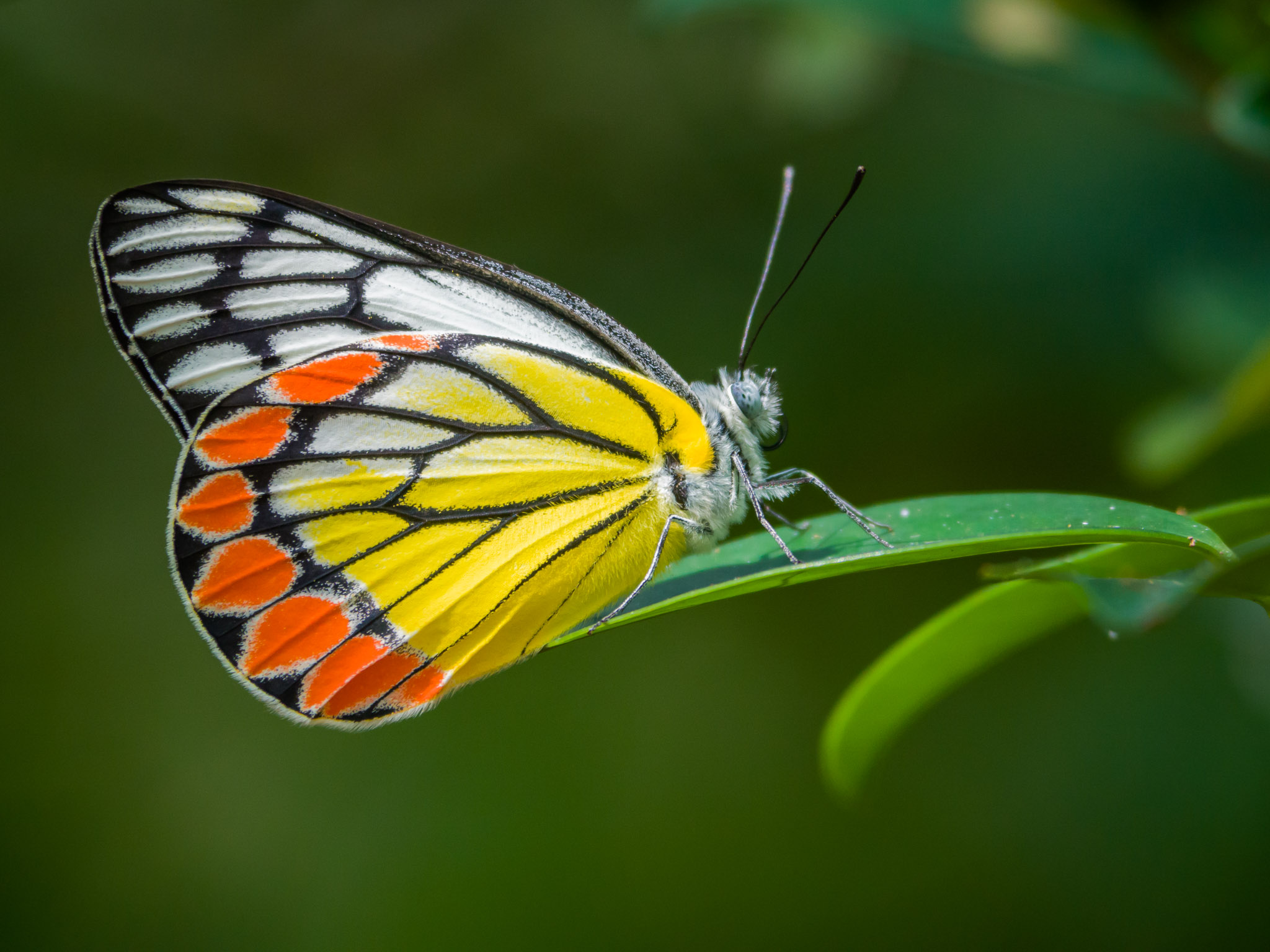
Flügelunterseite
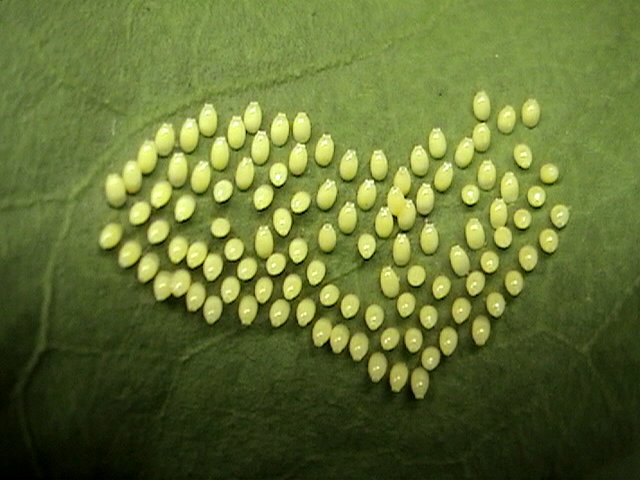
Eispiegel
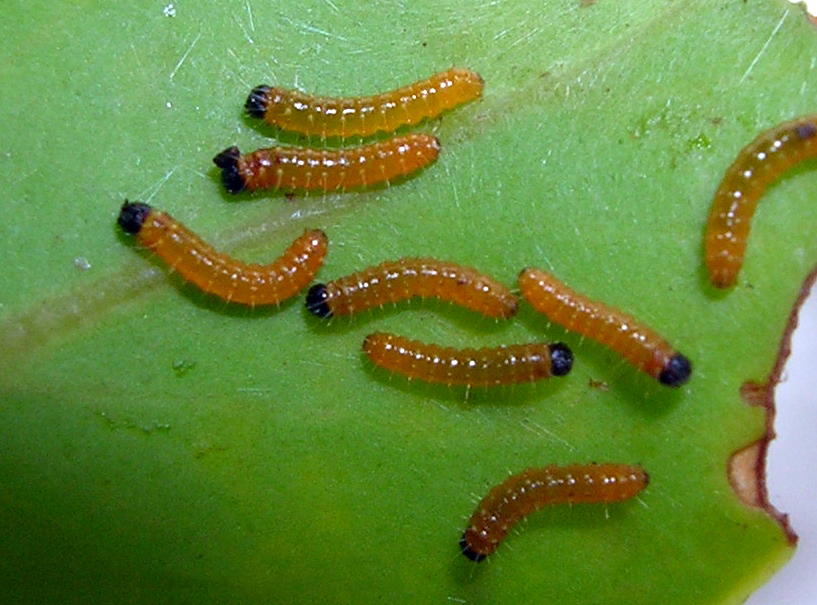
Frisch geschlüpfte Raupen
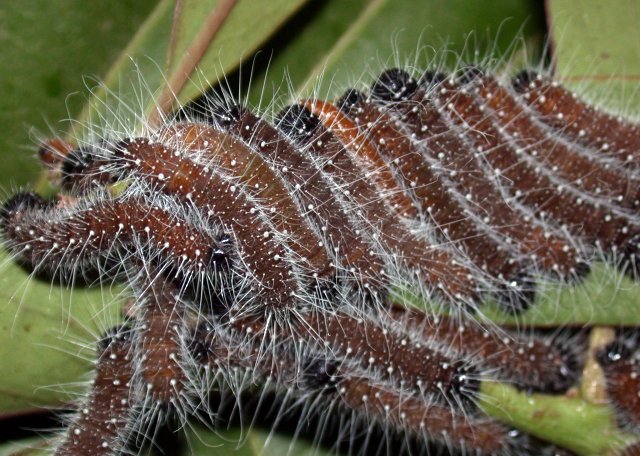
Ausgewachsene Raupen
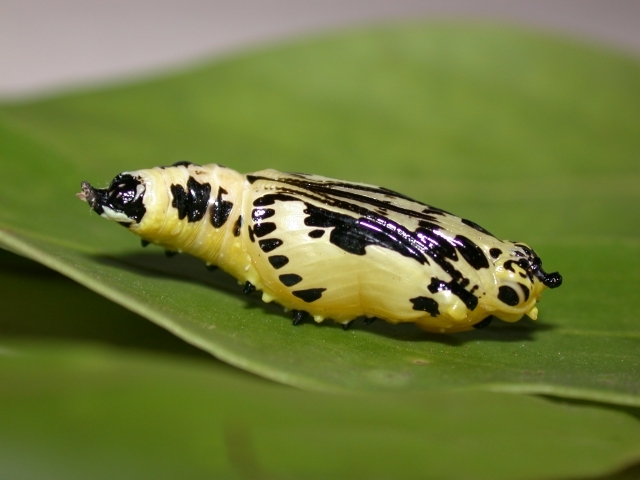
Abgelegte Puppe

## Verbreitung und Lebensraum
Die Verbreitung von Delias eucharis erstreckt sich durch Indien. Die Art kommt auch in Burma, Thailand, Indonesien und auf Sri Lanka vor. Sie besiedelt flache offene und bewaldete sowie ebenso auch hügelige Gebiete bis in Höhenlagen von 1500 Metern, subtropische Regenwälder und ist auch in städtischen Gärten und Parkanlagen anzutreffen.

## Lebensweise

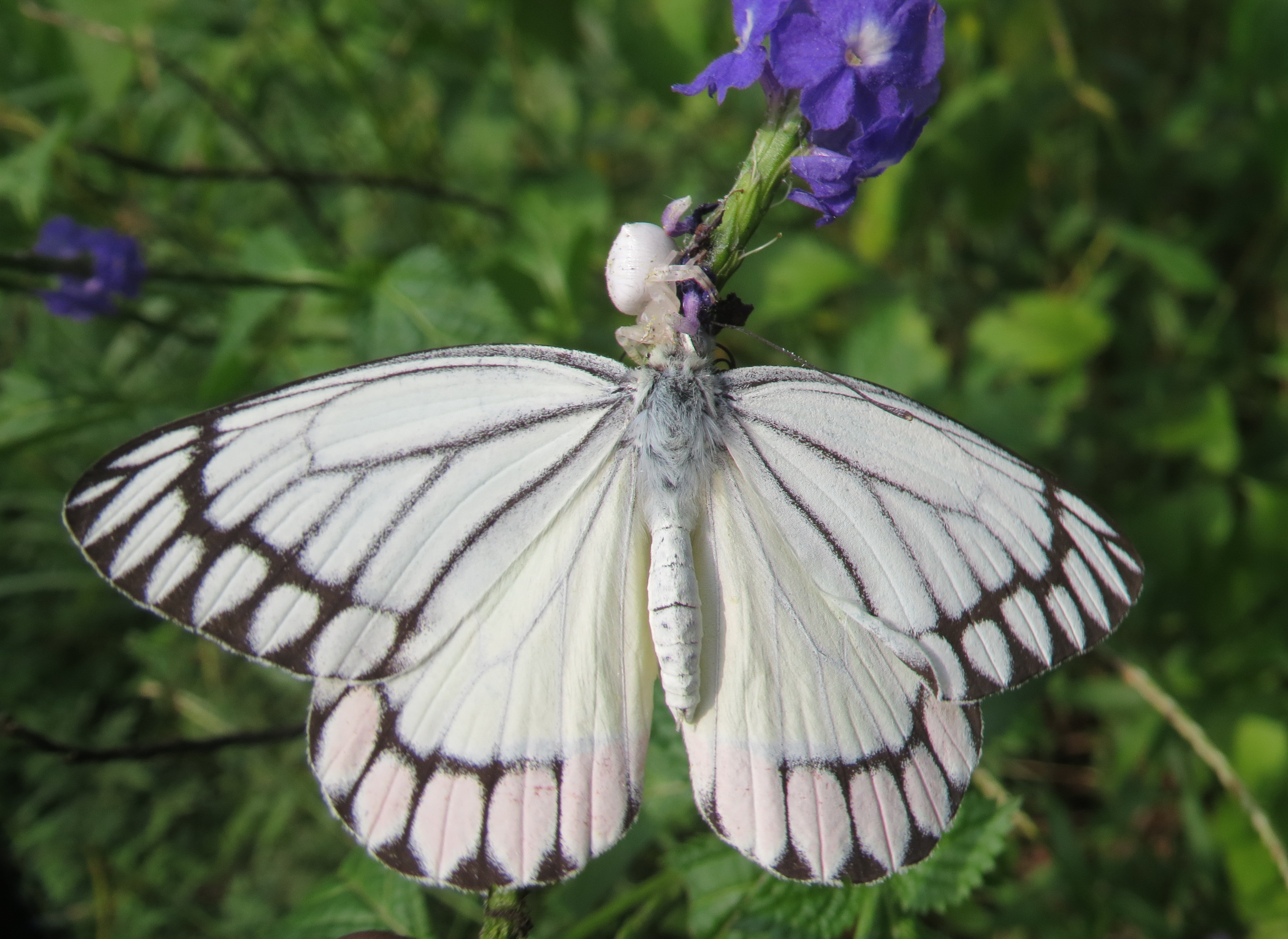
Falter, der einer Krabbenspinne zum Opfer gefallen ist

Die Falter fliegen in mehreren Generationen das ganze Jahr hindurch. Sie saugen zur Nahrungsaufnahme gerne an Blüten, beispielsweise an Wandelröschen- (Lantana) oder Minzen-Arten (Mentha). Im Gegensatz zu Prioneris sita besuchen sie hingegen kaum feuchte Erdstellen. Die Eier werden in Anzahl auf der Unterseite der Blätter der Nahrungspflanze abgelegt. Die Raupen leben gesellig und ernähren sich von den Blättern verschiedener Riemenblumengewächse (Loranthaceae), bevorzugt von Mistelarten. Insbesondere die Weibchen halten sich deshalb gerne in höheren Baumregionen auf, weil dort auch die Nahrungspflanzen wachsen. Giftige Bestandteile der Nahrung werden im Körper sequestriert, wodurch auch die Imagines für viele Fressfeinde ungenießbar werden. Bei Blütenbesuchen werden sie jedoch zuweilen von Krabbenspinnen (Thomisidae) überwältigt und ausgesaugt.

## Müller'sche Mimikry
Delias eucharis, andere Angehörige der Gattung auf Bali und Timor und weitere Tagfalter haben einen sehr ähnlich aussehenden Aposematismus entwickelt. Diese Koevolution wird als Müller’sche Mimikry (bei Toxin-haltigen Tieren) oder als Bates'sche Mimikry (Nachahmung giftiger durch ungiftige Tiere) bezeichnet:
- Delias lemoulti
- Delias hyparete zeigen eine stärkere Schwarzfärbung am Saum der Hinterflügel sowie im Bereich um die Vorderflügelspitze.
- Delias belisama
- Delias oraia
- Prioneris sita unterscheidet sich dadurch, dass die roten Flecke auf der Hinterflügelunterseite flach am Saum auslaufen und die Hinterflügel insgesamt breiter sind. Die Art ähnelt in ihrer übrigen Zeichnung sehr stark Delias eucharis und ist ein Beispiel für eine typische Mimikry. Prioneris sita  ist zwar ungiftig, wird von Fressfeinden, beispielsweise Vögeln jedoch in der Regel nicht angegriffen, da sie für die giftige Delias eucharis gehalten wird (Mimikry oder Bates'sche Mimikry).